# Kazuo Shii
Kazuo Shii (志位 和夫?, Shii Kazuo; Yotsukaidō, 29 luglio 1954) è un politico giapponese, presidente del Partito Comunista Giapponese dal 2000 al 2024.

## Biografia

### Primi anni di vita
Shii è nato a Yotsukaidō nella prefettura di Chiba, si è laureato presso il dipartimento di ingegneria fisica presso l'università di Tokyo, si è unito al Partito Comunista durante il suo primo anno presso l'università ed è diventato un partecipante attivo dell'ala studentesca del partito.

### Carriera politica
Nel 1990 Shii è diventato il capo della segretaria ed è stato eletto come membro della Camera dei rappresentanti nel 1993, al congresso del partito nel 2000 Shii è stato eletto alla guida del partito.
Shii è stato il primo presidente del JCP a visitare la Corea del Sud e primo politico giapponese a visitare il sito della prigione di Soedamun. Ha tenuto un tributo alla memoria degli attivisti anti-colonialisti che sono stati incarcerati durante il periodo del colonialismo giapponese.
Il 18 gennaio 2024 lascia la presidenza del partito a Tomoko Tamura.